# 将棋大賞
将棋大賞（しょうぎたいしょう）は、毎年度功績を残した将棋棋士などに日本将棋連盟から与えられる賞である。第1回の表彰は1974年に行われた。
1967年から行われている囲碁の棋道賞にならって1974年に創設され、主催は雑誌『将棋世界』だった。
記録部門の賞以外は翌年度初めの4月1日頃に選考委員によって決定・発表され、その模様は『将棋世界』誌に掲載される。個人賞は各タイトル戦を主催する社の記者の代表等10数名。名局賞、升田幸三賞は東京将棋記者会の代表数名と棋士代表数名で選考会が行われる。
各賞の受賞年は「前年度の記録・活躍」が対象となる。

## 将棋大賞の部門

### 現在の部門
1.個人賞（選考委員による選考）
最優秀棋士賞、特別賞、優秀棋士賞（第33回新設）、敢闘賞（第33回新設）、新人賞
※「特別賞」は対象者がない年が多く、贈られる意味合いもさまざまである。
※「敢闘賞」は、第32回までの「敢闘賞」を廃止した上で第33回に新設されたもの。

最優秀女流棋士賞（第27回より）、優秀女流棋士賞
第26回までは、女流部門の将棋大賞は「女流棋士賞」のみであったが、第27回からは、女流の最高賞は「最優秀女流棋士賞」となり、印象に残った女流棋士へ「女流棋士賞」を贈ることとなった。さらに第45回からは「女流棋士賞」を「優秀女流棋士賞」に改めた。
2.記録部門（成績により決定）
勝率第一位賞、最多勝利賞、最多対局賞、連勝賞（年度をまたがる連勝は、連勝が止まった年度での対象となる）。
女流最多対局賞（第37回新設。対局数は女流棋戦のみをカウント。棋士公式戦女流参加枠の対局は含まない。）
3.優れた対局内容に対する賞（選考委員による選考）
名局賞（後述）、名局賞特別賞（後述）、女流名局賞（後述）
4.その他の賞（選考委員による選考）
升田幸三賞（後述）、升田幸三賞特別賞（後述）、東京将棋記者会賞
※現役・引退・物故・アマチュア・団体を問わず贈られる。成績や功績が対象年度内でなくても贈られる場合がある。

### 廃止された部門
殊勲賞、技能賞、（旧）敢闘賞 - 3つとも選考による賞で、第32回を最後に廃止

## 将棋大賞歴代受賞者
| - 受賞対象は受賞年の前年度が対象となる - かっこ内の数字は、通算受賞回数 - 太字は歴代1位記録 - 名局賞・女流名局賞・升田幸三賞は別項参照 - 出典：日本将棋連盟 |

| 回 | 受賞年 | 最優秀 棋士賞 | 特別賞  | 優秀 棋士賞       | 敢闘賞    | 勝率 一位賞         | 最多 勝利賞              | 最多 対局賞      | 連勝賞               | 新人賞 | 最優秀 女流 棋士賞 | 優秀 女流 棋士賞 | 女流 最多 対局賞 | 東京 記者会賞         |
| 52 | 2025   | 藤井聡(5)     | なし    | 伊藤匠(2)         | 永瀬(2)   | 服部 .843           | 岡部 49勝                | 岡部 63局        | 藤本 岡部 17連勝     | 岡部   | 福間(15)           | 西山(4)          | 加藤桃(3) 53局   | 青野                  |
| 51 | 2024   | 藤井聡(4)     | なし    | 伊藤匠(1)         | 丸山      | 藤井聡(6) .852      | 伊藤匠 藤本＿ 51勝       | 伊藤匠 69局      | 佐々大 15連勝        | 藤本   | 福間(14)           | 西山(3)          | 加藤桃(2) 52局   | 小林健 小山怜         |
| 50 | 2023   | 藤井聡(3)     | なし    | 渡辺明(9)         | 羽生      | 藤井聡(5) .828      | 藤井聡(5) 53勝           | 服部 68局        | 渡辺和(2) 18連勝     | 服部   | 里見香(13)         | 西山(2)          | 西山 65局        | 田中寅 中田宏         |
| 49 | 2022   | 藤井聡(2)     | なし    | 渡辺明(8)         | 菅井      | 伊藤匠 .818         | 藤井聡(4) 52勝           | 藤井聡(2) 64局   | 渡辺和 20連勝        | 伊藤匠 | 里見香(12)         | 西山             | 伊藤沙(4) 53局   | 桐山                  |
| 48 | 2021   | 藤井聡        | なし    | 渡辺明(7)         | 豊島(2)   | 藤井聡(4) .846      | 藤井聡(3) 永瀬0(初) 44勝 | 永瀬 67局        | 澤田 14連勝          | 池永   | 里見香(11)         | 山根             | 加藤桃 43局      | 杉本昌                |
| 47 | 2020   | 渡辺明(2)     | 木村一  | 豊島              | 永瀬      | 藤井聡(3) .815      | 藤井聡(2) 53勝           | 佐々大 67局      | 永瀬(3) 15連勝       | 本田   | 里見香(10)         | 伊藤沙(2)        | 伊藤沙(3) 46局   | 高橋和                |
| 46 | 2019   | 豊島          | なし    | 渡辺明(6)         | 広瀬(2)   | 藤井聡(2) .849      | 佐々大 46勝              | 広瀬 64局        | 渡辺明 15連勝        | 大橋   | 里見香(9)          | 渡部             | 伊藤沙(2) 36局   | 伊藤果                |
| 45 | 2018   | 羽生(22)      | 藤井聡  | 菅井              | 豊島      | 藤井聡 .836         | 藤井聡 61勝              | 藤井聡 73局      | 藤井聡 29連勝        | 藤井聡 | 里見香(8)          | 伊藤沙           | 伊藤沙 41局      | 森雞                  |
| 回 | 年     | 最優秀 棋士賞 | 特別賞  | 優秀 棋士賞       | 敢闘賞    | 勝率 一位賞         | 最多 勝利賞              | 最多 対局賞      | 連勝賞               | 新人賞 | 最優秀 女流 棋士賞 | 女流 棋士賞      | 女流 最多 対局賞 | 東京 記者会賞         |
| 44 | 2017   | 佐藤天        | 加藤一  | 羽生(4)           | 久保(2)   | 斎藤慎(2) 青嶋 .750 | 千田 48勝                | 千田 佐々勇 65局 | 豊島 青嶋 12連勝     | 八代   | 里見香(7)          | 上田             | 室谷(2) 40局     | 森信                  |
| 43 | 2016   | 羽生(21)      | なし    | 渡辺明(5)         | 佐藤天    | 斎藤慎 .769         | 佐藤天 41勝              | 佐藤天 59局      | 佐藤天(2) 15連勝     | 斎藤慎 | 里見香(6)          | 室谷             | 室谷 33局        | 淡路                  |
| 42 | 2015   | 羽生(20)      | なし    | 糸谷              | 郷田(3)   | 菅井 .796           | 菅井 43勝                | 豊島 56局        | 横山 13連勝          | 千田   | 甲斐               | 香川             | 清水(3) 37局     | 佐藤義                |
| 41 | 2014   | 森内(2)       | なし    | 羽生(3)           | 郷田(2)   | 村山慈(2) .767      | 羽生(14) 42勝            | 羽生(12) 62局    | 永瀬(2) 12連勝       | 大石   | 里見香(5)          | 甲斐(2)          | 香川 34局        | 滝                    |
| 40 | 2013   | 渡辺明        | 羽生(2) | 羽生(2)           | 中村太    | 永瀬 .786           | 羽生(13) 51勝            | 羽生(11) 68局    | 中村太 15連勝        | 永瀬   | 里見香(4)          | 上田             | 中井(2) 38局     | 石田和                |
| 39 | 2012   | 羽生(19)      | なし    | 渡辺明(4)         | 郷田      | 中村太 .851         | 羽生(12) 豊島(2) 44勝    | 羽生(10) 63局    | 永瀬 18連勝          | 菅井   | 里見香(3)          | 清水(3)          | 清水(2) 55局     | 勝浦                  |
| 38 | 2011   | 羽生(18)      | なし    | 久保(2) 渡辺明(3) | 広瀬      | 佐藤天 .795         | 羽生(11) 43勝            | 渡辺明 58局      | 佐藤天 17連勝        | 豊島   | 里見香(2)          | 甲斐             | 中井 清水 30局   | 佐伯                  |
| 37 | 2010   | 羽生(17)      | なし    | 久保              | 木村一    | 豊島 .763           | 豊島 45勝                | 久保(2) 61局     | 阿久津 13連勝        | 戸辺   | 里見香             | 清水(2)          | 上田 岩根 36局   | 谷川女流              |
| 36 | 2009   | 羽生(16)      | 中原    | 渡辺明(2)         | 久保      | 宮田敦 .757         | 久保 49勝                | 久保 73局        | 金井 11連勝          | 佐藤天 | 清水(13)           | 里見香(2)        | －               | 大内                  |
| 35 | 2008   | 羽生(15)      | なし    | 佐藤康            | 深浦      | 村山慈 .783         | 羽生(10) 44勝            | 羽生(9) 62局     | 佐々慎 佐藤和 13連勝 | 村山慈 | 清水(12)           | 矢内             | －               | 真部                  |
| 34 | 2007   | 佐藤康        | なし    | 羽生              | 渡辺明(2) | 阿久津 .776         | 佐藤康(2) 57勝           | 佐藤康(2) 86局   | 糸谷 14連勝          | 糸谷   | 矢内(2)            | 里見香           | －               | コンピュータ 将棋協会 |
| 33 | 2006   | 羽生(14)      | なし    | 森内 渡辺明       | 佐藤康    | 佐藤紳 .787         | 渡辺明 41勝              | 羽生(8) 62局     | 羽生(5) 18連勝       | 佐藤紳 | 矢内               | 千葉             | －               | 瀬川                  |
| 回 | 年     | 最優秀 棋士賞 | 特別賞  | 優秀 棋士賞       | 敢闘賞    | 勝率 一位賞         | 最多 勝利賞              | 最多 対局賞      | 連勝賞               | 新人賞 | 最優秀 女流 棋士賞 | 女流 棋士賞      | 女流 最多 対局賞 | 東京 記者会賞         |

| 回 | 年   | 最優秀 棋士賞 | 特別賞    | 殊勲賞    | 技能賞      | (旧) 敢闘賞 | 勝率 一位賞      | 最多 勝利賞            | 最多 対局賞                 | 連勝賞                              | 新人賞 | 最優秀 女流 棋士賞 | 女流 棋士賞     | 東京 記者会賞 |
| 32 | 2005 | 羽生(13)      | なし      | 渡辺明    | 佐藤康(5)   | 山崎        | 近藤正 .822      | 羽生(9) 60勝           | 羽生(7) 78局                | 近藤正 14連勝                       | 阿久津 | 清水(11)           | 中井(3)         | 河口          |
| 31 | 2004 | 森内          | なし      | 久保      | 深浦        | 渡辺明      | 深浦 .761        | 森内(2) 46勝           | 森内(2) 64局                | 山崎(2) 22連勝                      | 田村   | 清水(10)           | 中井(2)         | 二上          |
| 30 | 2003 | 羽生(12)      | 谷川(3)   | 丸山(2)   | 森内(3)     | 佐藤康      | 山崎 .745        | 羽生(8) 50勝           | 羽生(6) 74局                | 山崎 16連勝                         | 渡辺明 | 中井(6)            | 石橋            | 西村          |
| 29 | 2002 | 羽生(11)      | なし      | 郷田(4)   | 佐藤康(4)   | 森内        | 木村一(2) .836   | 木村一 61勝            | 木村一 73局                 | 佐藤康(2) 17連勝                    | 松尾   | 中井(5)            | 清水            | 加藤一        |
| 28 | 2001 | 羽生(10)      | なし      | 丸山      | 藤井猛(2)   | 久保        | 羽生(7) .764     | 羽生(7) 68勝           | 羽生(5) 89局                | 羽生(4) 14連勝                      | 山崎   | 清水(9)            | 斎田            | 有吉          |
| 27 | 2000 | 羽生(9)       | なし      | 藤井猛    | 丸山        | 鈴木大      | 木村一 .797      | 丸山(2) 50勝           | 谷川(5) 丸山 68局           | 丸山(3) 18連勝                      | 堀口一 | 石橋               | 中井            | 関根茂 関根紀 |
| 26 | 1999 | 羽生(8)       | 村山聖    | 佐藤康(2) | 藤井猛      | 郷田(2)     | 行方 .778        | 藤井猛 43勝            | 藤井猛 羽生(4) 谷川(4) 59局 | 久保 14連勝                         | 木村一 | －                 | 清水(8)         | 加藤博        |
| 25 | 1998 | 谷川(5)       | なし      | 屋敷      | 佐藤康(3)   | 郷田        | 郷田 .762        | 郷田(2) 48勝           | 郷田(2) 63局                | 屋敷 15連勝                         | 真田   | －                 | 清水(7)         | 内藤          |
| 24 | 1997 | 羽生(7)       | 清水 女流 | 三浦      | 森内(2)     | 屋敷(2)     | 鈴木大 .757      | 阿部隆 47勝            | 谷川(3) 阿部隆 63局         | 鈴木大 14連勝                       | 鈴木大 | －                 | 清水(6)         | 木村徳        |
| 23 | 1996 | 羽生(6)       | 羽生      | 郷田(3)   | 佐藤康(2)   | 森雞        | 羽生(6) .836     | 羽生(6) 丸山 深浦 46勝 | 深浦 66局                   | 丸山(2) 17連勝                      | 行方   | －                 | 清水(5)         | 丸田          |
| 22 | 1995 | 羽生(5)       | 谷川(2)   | 郷田(2)   | 森下(2)     | 深浦(2)     | 久保 .810        | 羽生(5) 郷田 52勝      | 郷田 71局                   | 丸山 24連勝                         | 丸山   | －                 | 清水(4)         | 長谷久        |
| 21 | 1994 | 羽生(4)       | 米長      | 佐藤康    | 森内        | 深浦        | 井上慶 .756      | 佐藤康 50勝            | 佐藤康 71局                 | 佐藤康 15連勝                       | 深浦   | －                 | 清水(3)         | 蛸島          |
| 20 | 1993 | 羽生(3)       | なし      | 郷田      | 佐藤康      | 村山聖      | 羽生(5) .782     | 羽生(4) 61勝           | 羽生(3) 78局                | 羽生(3) 22連勝                      | 郷田   | －                 | 中井(4)         | 大山          |
| 19 | 1992 | 谷川(4)       | 大山(4)   | 森内      | 森下        | 羽生(2)     | 森内 .797        | 森内 63勝              | 森内 79局                   | 中田宏(2) 18連勝                    | 中田宏 | －                 | 清水(2)         | 加藤治        |
| 18 | 1991 | 谷川(3)       | なし      | 森下      | 小林健      | 屋敷        | 森下 .757        | 森下 56勝              | 森下 74局                   | 中田宏 16連勝                       | 佐藤康 | －                 | 林葉(6)         | 五十嵐        |
| 17 | 1990 | 羽生(2)       | 二上      | 米長      | 南          | 森下        | 羽生(4) .757     | 羽生(3) 53勝           | 羽生(2) 71局                | 羽生(2) 15連勝                      | 屋敷   | －                 | 林葉(5)         | 佐瀬          |
| 16 | 1989 | 羽生          | なし      | 島        | 森雞 田中寅 | 南          | 羽生(3) .800     | 羽生(2) 64勝           | 羽生 80局                   | 羽生 18連勝                         | 森内   | －                 | 中井(3)         | 廣津          |
| 15 | 1988 | 谷川(2)       | なし      | 南        | 塚田泰(2)   | 羽生        | 羽生(2) .820     | 羽生 50勝              | 高橋道 68局                 | 神谷 28連勝                         | 森下   | －                 | 清水            | 高柳          |
| 14 | 1987 | 高橋道        | 大内      | 福崎      | 塚田泰      | 中村修      | 羽生 中田宏 .741 | 谷川(2) 47勝           | 谷川(2) 76局                | 塚田泰 22連勝                       | 羽生   | －                 | 中井(2) 林葉(4) | 山本武        |
| 13 | 1986 | 谷川          | 大山(3)   | 中村修    | 高橋道      | 塚田泰      | 富岡 .740        | 谷川 56勝              | 谷川 86局                   | 南(2) 15連勝                        | 富岡   | －                 | 中井            | 渡辺東 花村   |
| 12 | 1985 | 米長(3)       | 加藤治    | 桐山(2)   | 有吉        | 中村修      | 有吉 .746        | 加藤一(2) 有吉 島 44勝 | 加藤一 77局                 | 有吉(2) 20連勝                      | 島     | －                 | 林葉(3)         | 金子          |
| 11 | 1984 | 米長(2)       | 谷川      | 森安秀(2) | 桐山        | 田中寅(2)   | 田中寅(4) .688   | 桐山 45勝              | 森安秀(2) 74局              | 小野修 10連勝                       | 高橋道 | －                 | 林葉(2)         | 荒巻          |
| 10 | 1983 | 中原(5)       | なし      | 谷川      | 内藤(2)     | 桐山(2)     | 南 .769          | 中原 52勝              | 中原 82局                   | 南 15連勝                           | 南     | －                 | 林葉            | 角田          |
| 9  | 1982 | 加藤一        | なし      | 森安秀    | 谷川(2)     | 田中寅      | 田中寅(3) .763   | 森安秀 46勝            | 森安秀 71局                 | 加藤一(2) 12連勝                    | 中村修 | －                 | 蛸島(2)         | 原田          |
| 8  | 1981 | 二上          | なし      | 加藤一(3) | 勝浦        | 桐山        | 田中寅(2) .723   | 米長(2) 55勝           | 米長(6) 88局                | 有吉 13連勝                         | 小林健 | －                 | 山下 蛸島       | 松下          |
| 7  | 1980 | 大山(2)       | なし      | 木村徳    | 谷川        | 淡路        | 福崎 .786        | 大山(4) 53勝           | 大山(3) 74局                | 伊藤果 12連勝                       | 福崎   | －                 | －              | －            |
| 6  | 1979 | 米長          | なし      | 加藤一(2) | 田中寅      | 石田和      | 田中寅 .714      | 米長 47勝              | 米長(5) 69局                | 青野 15連勝                         | 谷川   | －                 | －              | －            |
| 5  | 1978 | 中原(4)       | なし      | 加藤一    | 森安秀      | 花村        | 森安秀 .792      | 淡路 43勝              | 米長(4) 淡路 65局           | 大内(2) 14連勝                      | 淡路   | －                 | －              | －            |
| 4  | 1977 | 中原(3)       | なし      | 森雞      | 加藤一      | 真部        | 森雞 .745        | 加藤一 42勝            | 米長(3) 62局                | 大山 加藤一 森雞 坪内 田中寅 10連勝 | 田中寅 | －                 | －              | －            |
| 3  | 1976 | 中原(2)       | 大山(2)   | 桐山      | 松田茂      | 大内        | 青野 .745        | 大山(3) 48勝           | 大山(2) 73局                | 石田和 13連勝                       | 青野   | －                 | －              | －            |
| 2  | 1975 | 中原          | 大山      | 大内      | 米長        | 熊谷        | 桐山 .756        | 大山(2) 48勝           | 大山 米長(2) 75局           | 大内 14連勝                         | 真部   | －                 | －              | －            |
| 1  | 1974 | 大山          | 木村義雄  | 板谷進    | 内藤        | 原田        | 中原 .721        | 大山 39勝              | 米長 67局                   | 中原 12連勝                         | 森安秀 | －                 | －              | －            |
| 回 | 年   | 最優秀 棋士賞 | 特別賞    | 殊勲賞    | 技能賞      | 敢闘賞      | 勝率 一位賞      | 最多 勝利賞            | 最多 対局賞                 | 連勝賞                              | 新人賞 | 最優秀 女流 棋士賞 | 女流 棋士賞     | 東京 記者会賞 |

## 升田幸三賞
「升田幸三賞」および「升田幸三賞特別賞」は、新手、妙手を指した者や、定跡の進歩に貢献した者に与えられる。第22回（1995年度）から創設。「新手一生」を座右の銘とした升田幸三の名にちなんで制定された。
受賞者はプロとは限らず、アマチュアでは第31回特別賞の立石勝己と第50回の嬉野宏明、奨励会三段では第35回の今泉健司と第38回の星野良生、第47回ではコンピュータ将棋ソフトのelmoが受賞している。

### 升田幸三賞歴代受賞者・対象
※印を付した戦法は、受賞年よりかなり以前から知られていたものである。
- 第22回　内藤國雄 「横歩取り空中戦法」※
- 第23回　中原誠 「中原流横歩取り・中原囲い」※
- 第24回　藤井猛 「藤井システム」
- 第25回　青野照市 「鷺宮定跡」※
- 第26回　中座真 「横歩取り△8五飛」戦法
- 第27回　米長邦雄 「米長玉」※
- 第28回　三浦弘行 「ミレニアム囲い」
- 第29回　近藤正和 「ゴキゲン中飛車」
- 第30回　児玉孝一 「カニカニ銀」※
- 第31回　谷川浩司 「第62期順位戦A級、対島朗戦（2003年12月19日）の54手目△7七銀成」
  - 特別賞　立石勝己 「立石流四間飛車」※
- 第32回　鈴木大介 「新・石田流」（7手目▲7四歩）
- 第33回　淡路仁茂 「後手番一手損角換わり」
  - 特別賞　森下卓 「森下システム」※
- 第34回　佐藤康光 「ダイレクト向かい飛車等の数々の意欲的な序盤戦術や新手を追い求める姿勢」
- 第35回　今泉健司 「2手目△3二飛」
  - 特別賞　真部一男 「第66期順位戦C級2組、対豊島将之戦（2007年10月30日）の幻の△4二角」
- 第36回　久保利明 「第34期棋王戦第2局、対佐藤康光戦(2009年2月28日)の11手目▲7五飛」
- 第37回　飯島栄治 「飯島流引き角戦法」
- 第38回　星野良生　対ゴキゲン中飛車 「超速▲3七銀」戦法
- 第39回　佐藤康光（2回目） 「第61期王将戦第1局、対久保利明戦（2012年1月8、9日）の25手目▲5七玉」
  - 特別賞　山崎隆之 「横歩取り新山崎流」
- 第40回　藤井猛（2回目） 「角交換四間飛車」
- 第41回　松尾歩 「横歩取り△5二玉型」
- 第42回　菅井竜也 「中飛車左穴熊やゴキゲン中飛車、早石田など数々の戦法における新工夫に対して」
  - 特別賞　塚田泰明 「塚田スペシャル」※
- 第43回　富岡英作 「角換わり腰掛け銀富岡流」※
- 第44回　千田翔太 「対矢倉左美濃急戦」「角換わり腰掛け銀4二玉・6二金・8一飛型」
  - 特別賞　加藤一二三 「棒銀をはじめとする数々の新工夫」※
- 第45回　青野照市（2回目）「横歩取り青野流」※　佐々木勇気 「横歩取り勇気流」
  - 特別賞　大内延介 「振り飛車穴熊を戦法に確立した工夫」※
- 第46回 藤井聡太 「第31期竜王戦5組ランキング戦決勝、対石田直裕戦（2018年6月5日）の76手目△7七同飛成」
  - 特別賞 丸山忠久 「一手損角換わりをはじめとした角換わりの研究」※
- 第47回 elmo 「elmo囲い」
  - 特別賞 脇謙二 「脇システム」※
- 第48回 大橋貴洸 「耀龍四間飛車」　
  - 特別賞 藤井聡太「第91期棋聖戦五番勝負第2局、対渡辺明戦（2020年6月28日）の58手目△3一銀」
- 第49回 千田翔太（2回目）「△3三金型早繰り銀」
  - 特別賞 田中寅彦 「居飛車穴熊や飛車先不突矢倉などの序盤戦術」※
- 第50回 嬉野宏明 「嬉野流」
- 第51回 伊藤匠 「持将棋定跡 （第49期棋王戦五番勝負第1局など）」
  - 特別賞 村田顕弘 「村田システムなどの独自の工夫」
- 第52回 佐藤天彦「▲6六角型向かい飛車」

## 名局賞
対象の1年間で最も優れていると認められた対局に贈られる賞で、勝者と敗者の両対局者が受賞する。第36回からは名局賞特別賞、第46回からは女流名局賞が合わせて創設された。名局賞特別賞は棋士・女流棋士の対局が対象となる。
最初の2回（第34、第35回）では、前年の1月 - 12月の対局が対象であったが、第3回からは4月 - 3月の年度区切りとなった。

### 名局賞の受賞者・受賞局
| 回     | 名局賞                                                           | 名局賞                                                                |  | 名局賞特別賞                                    | 名局賞特別賞                                                    |
| 回     | 対局者                                                           | 受賞局                                                                |  | 対局者                                          | 受賞局                                                          |
| ------ | ---------------------------------------------------------------- | --------------------------------------------------------------------- |  | ----------------------------------------------- | --------------------------------------------------------------- |
| 第34回 | 先 ●羽生善治 三冠 後 ○谷川浩司 九段                              | 第64期順位戦 A級プレーオフ （2006年3月16日）                          |  | －                                              | －                                                              |
| 第35回 | 先 ○深浦康市 八段 後 ●羽生善治 王位                              | 第48期王位戦 七番勝負第7局 （2007年9月25日-26日）                     |  | －                                              | －                                                              |
| 第36回 | 先 ●羽生善治 名人 後 ○渡辺明 竜王＿                              | 第21期竜王戦 七番勝負第7局 （2008年12月17日-18日）                    |  | 該当無し                                        | 該当無し                                                        |
| 第37回 | 先 ●佐藤康光 九段 後 ○久保利明 棋王                              | 第35期棋王戦 五番勝負第5局 （2010年3月30日）                          |  | 先 ○児玉孝一 七段 後 ●金井恒太 四段             | 第68期順位戦 C級2組9回戦 （2010年2月2日） （千日手指し直し）    |
| 第38回 | 先 ○広瀬章人 六段 後 ●深浦康市 王位                              | 第51期王位戦 七番勝負第6局 （2010年9月1日 - 2日） （千日手指し直し）  |  | 先 ●藤井猛 九段＿ 後 ○森内俊之 九段             | 第69期順位戦 A級7回戦 （2011年1月13日） （千日手指し直し）      |
| 第39回 | 先 ●丸山忠久 九段 後 ○渡辺明 竜王＿                              | 第24期竜王戦 七番勝負第4局 （2011年11月24日-25日）                    |  | 該当無し                                        | 該当無し                                                        |
| 第40回 | 先 ○羽生善治 二冠 後 ●渡辺明 王座＿                              | 第60期王座戦 五番勝負第4局 （2012年10月3日） （千日手局・指し直し局） |  | 先 ○里見香奈 女流名人 後 ●上田初美 女王＿＿     | 第39期女流名人位戦 五番勝負第5局 （2013年2月27日）              |
| 第41回 | 先 ●中村太地 六段 後 ○羽生善治 王座                              | 第61期王座戦 五番勝負第4局 （2013年10月8日） （千日手指し直し局）     |  | 先 ○三浦弘行 九段 後 ●久保利明 九段             | 第72期順位戦 A級9回戦 （2014年3月7日）                          |
| 第42回 | 先 ○羽生善治 王座 後 ●豊島将之 七段                              | 第62期王座戦 五番勝負第5局 （2014年10月23日）                         |  | 先 ○牧野光則 五段 後 ●都成竜馬 三段             | 第46期新人王戦 2回戦 （2015年1月22日）                          |
| 第43回 | 先 ○渡辺明 棋王＿ 後 ●佐藤天彦 八段                              | 第41期棋王戦 五番勝負第4局 （2016年3月21日）                          |  | 先 ●羽生善治 名人＿ 後 ○阿部健治郎 六段         | 第41期棋王戦 挑戦者決定トーナメント 準々決勝 （2015年10月28日） |
| 第44回 | 先 ○佐藤康光 九段 後 ●深浦康市 九段                              | 第75期順位戦 A級8回戦 （2017年2月1日）                                |  | 先 ●上田初美 女流三段 後 ○里見香奈 女流名人     | 第43期女流名人戦 五番勝負第5局 （2017年2月22日）                |
| 第45回 | 先 ●渡辺明 竜王＿ 後 ○羽生善治 棋聖                              | 第30期竜王戦 七番勝負第4局 （2017年11月23日-24日）                    |  | 先 ○藤井聡太 五段 後 ●広瀬章人 八段             | 第11回朝日杯将棋オープン戦 本戦決勝 （2018年2月17日）           |
| 第45回 | 先 ●渡辺明 竜王＿ 後 ○羽生善治 棋聖                              | 第30期竜王戦 七番勝負第4局 （2017年11月23日-24日）                    |  | 先 牧野光則 五段 後 中尾敏之 五段               | 第31期竜王戦 6組ランキング戦 （2018年2月27日/持将棋局)          |
| 第46回 | 先 ○羽生善治 竜王 後 ●佐藤天彦 名人                              | 第76期名人戦 七番勝負第1局 （2018年4月11日-12日）                     |  | 先 ●渡部愛 女流二段＿ 後 ○上田初美 女流四段     | 第45期女流名人戦 女流名人リーグ （2018年6月7日）                |
| 第47回 | 先 ●豊島将之 王位 後 ○木村一基 九段                              | 第60期王位戦 七番勝負第7局 （2019年9月25日-26日）                     |  | 先 ●藤井聡太 七段 後 ○広瀬章人 竜王             | 第69期王将戦 挑戦者決定リーグ7回戦 （2019年11月19日）           |
| 第48回 | 先 ○藤井聡太 七段 後 ●渡辺明 棋聖＿                              | 第91期棋聖戦 五番勝負第1局 (2020年6月8日)                             |  | 先 ○藤井聡太 王位・棋聖 後 ●松尾歩 八段＿＿＿＿ | 第34期竜王戦 ランキング戦2組準決勝 （2021年3月23日）            |
| 第49回 | 先 ●豊島将之 竜王＿＿ 後 ○藤井聡太 ＿＿＿＿ 後 ○王位・叡王・棋聖 | 第34期竜王戦 七番勝負第4局 （2021年11月12日-13日）                    |  | －                                              | 該当無し                                                        |
| 第50回 | 先 ○羽生善治 九段 後 ●藤井聡太 王将                              | 第72期王将戦 七番勝負第2局 （2023年1月21日-22日）                     |  | 先 ○藤井聡太 竜王 後 ●増田康宏 六段             | 第16回朝日杯 本戦2回戦 （2023年1月15日）                        |
| 第51回 | 先 ○藤井聡太 竜王・名人 後 ●豊島将之 九段＿＿＿                  | 第71期王座戦 挑戦者決定戦 （2023年8月4日）                            |  | 先 ●永瀬拓矢 王座＿＿＿ 後 ○藤井聡太 竜王・名人 | 第71期王座戦 五番勝負第4局 （2023年10月11日）                   |
| 第52回 | 先 ●藤井聡太 叡王 後 ○伊藤匠 七段＿                              | 第9期叡王戦 第5局 （2024年6月20日）                                   |  | 先 ○藤井聡太 竜王・名人 後 ●増田康宏 八段＿＿＿ | 第74回NHK杯 準決勝第1局 （2025年3月2日放送）                    |

### 女流名局賞の受賞者・受賞局
| 回     | 女流名局賞                                              | 女流名局賞                                                 |
| 回     | 対局者                                                  | 受賞局                                                     |
| ------ | ------------------------------------------------------- | ---------------------------------------------------------- |
| 第46回 | 里見香奈 女流王位 渡部愛 女流二段                       | 第29期女流王位戦五番勝負 （全4局、2018年5月9日 - 6月13日） |
| 第47回 | 先 ●里見香奈 女流王座＿＿＿ 後 ○西山朋佳 女王・女流王将 | 第9期女流王座戦五番勝負第4局 （2019年12月4日）             |
| 第48回 | 先 ●里見香奈 女流四冠 後 ○西山朋佳 女流王座             | 第10期女流王座戦五番勝負第5局 （2020年12月14日）           |
| 第49回 | 先 ●里見香奈 女流名人 後 ○伊藤沙恵 女流三段             | 第48期女流名人戦五番勝負第2局 （2022年1月23日）            |
| 第50回 | 先 ○里見香奈 女流王座 後 ●加藤桃子 女流三段             | 第12期女流王座戦五番勝負第5局 （2022年12月23日）           |
| 第51回 | 先 ●里見香奈 白玲＿＿ 後 ○西山朋佳 女流三冠             | 第3期白玲戦七番勝負第2局 （2023年9月9日）                  |
| 第52回 | 先 ○西山朋佳 白玲＿＿ 後 ●福間香奈 女流五冠             | 第4期白玲戦七番勝負第1局 （2024年8月31日）                 |

## 記録・エピソード

### 最優秀棋士賞
- 受賞回数
  - 1位（22回）羽生善治
  - 2位（5回）中原誠、谷川浩司、藤井聡太
  - 5位（3回）米長邦雄
  - 6位（2回）大山康晴、森内俊之、渡辺明
  - 10位（1回）二上達也、加藤一二三、高橋道雄、佐藤康光、佐藤天彦、豊島将之

- 連続受賞
  - 1位（連続5回）羽生善治（3度）、藤井聡太
  - 3位（連続4回）中原誠
  - 4位（連続2回）米長邦雄、谷川浩司

タイトル戦における成績が顕著な棋士に贈られることが多いが、第16回（1988年度が対象）には、羽生善治が無冠の五段であるにもかかわらず受賞している。同年度羽生は、史上初の記録4部門独占、歴代名人4名を破ったNHK杯戦を含む4棋戦優勝などの活躍をした。
創設年度の関係で大山康晴の受賞回数が少ないものの、大山は50歳代で最多勝利賞・最多対局賞・連勝賞を記録し、第7回（1979年度が対象）には56歳で最優秀棋士賞を受賞している。2023年度時点においても、50歳代で記録部門に年度1位の実績を残しているのは大山だけである。

### 記録部門の独占・寡占
記録4部門（勝率一位、最多勝利、最多対局、連勝）の4賞を独占したことがあるのは、羽生善治（通算4度）と藤井聡太の2名である。
4部門独占を含む3部門以上の同時受賞を達成した棋士は以下の通りである。
- 第52回（2024年度）　岡部怜央（勝利・対局・連勝）
- 第45回（2017年度）　藤井聡太（独占）
- 第43回（2015年度）　佐藤天彦（勝利・対局・連勝）
- 第29回（2001年度）　木村一基（勝率・勝利・対局）
- 第28回（2000年度）　羽生善治（独占、<4度目>）
- 第27回（1999年度）　丸山忠久（勝利・対局・連勝）
- 第25回（1997年度）　郷田真隆（勝率・勝利・対局）
- 第21回（1993年度）　佐藤康光（勝利・対局・連勝）
- 第20回（1992年度）　羽生善治（独占、<3度目>）
- 第19回（1991年度）　森内俊之（勝率・勝利・対局）
- 第18回（1990年度）　森下卓（勝率・勝利・対局）
- 第17回（1989年度）　羽生善治（独占、<2度目>）
- 第16回（1988年度）　羽生善治（独占、<将棋大賞史上初>）
- 第12回（1984年度）　有吉道夫（勝率・勝利・連勝）

なお、4賞全てで1回以上の受賞を達成したのは以下の7名。
- 中原誠（1973年度に勝率・連勝、1982年度に勝利・対局）
- 羽生善治
- 久保利明（1994年度に勝率、1998年度に連勝、2008年度に勝利・対局）
- 佐藤天彦（2010年度に勝率・連勝、2015年度に勝利・対局）
- 豊島将之（2009年度に勝率・勝利、2014年度に対局、2016年度に連勝）
- 藤井聡太
- 永瀬拓矢（2011年度に連勝、2012年度に勝率、2020年度に勝利・対局）

### エピソード
複数人同時受賞
- 最も多くの棋士が一つの部門で同時受賞したのは第4回の連勝賞で、5人が10連勝で並んだ。

つかの間の最高連勝記録
- 1986年度に塚田泰明は歴代1位となる22連勝を記録して連勝賞を受賞したが、わずか半年後に神谷広志が28連勝して記録を塗り替え、1987年度の連勝賞を受賞した。この記録は藤井聡太の29連勝によって更新されるまで30年近く破られなかった。

ハイレベルな記録争い
- 極めて優れた成績の指標として、勝数60以上かつ勝率8割以上とされることがある。これを達成したのは羽生善治（1988年度、64勝・0.800）、木村一基（2001年度、61勝・0.8356）、藤井聡太（2017年度、61勝・0.8356）の3名のみである。勝率の条件を外し、年度60勝以上に限ると、羽生（4度）・木村・藤井のほかに達成したのは森内俊之（1991年度、63勝・0.797）のみである。
- 第19回の最多対局争いでは、森下卓が78局を記録したにもかかわらず、森内俊之の79局に1つ及ばず2位となり、2年連続受賞を逃した。79局は歴代7位、78局は歴代8位タイの記録である。
- 第51回の勝率争いでは、藤本渚が51勝9敗で0.850を記録したにもかかわらず、46勝8敗0.852で歴代1位（将棋大賞制定以降）の記録を挙げた藤井聡太にわずかに及ばず2位となった。なお、藤本の0.850は歴代3位（将棋大賞制定以降）の記録である。

（以上、歴代記録の順位は2023年度終了現在）